# Esperimento giudiziale
L'esperimento giudiziale è un mezzo di prova disciplinato agli artt. 218 e 219 c.p.p. consistente nella ripetizione e contestualmente nell'accertamento di un fatto, diretta a verificare se lo stesso è o può essere avvenuto in un determinato modo e comunque attuata, per quanto possibile, nella stessa situazione e con le stesse modalità in cui esso si suppone essere avvenuto.
L'esperimento giudiziale viene disposto dal giudice con un'ordinanza che deve riportare l'oggetto, il luogo, il giorno e l'ora dell'operazione. Eventualmente, la stessa deve comprendere anche la nomina di un esperto. Il giudice dispone inoltre sui provvedimenti necessari allo svolgimento delle operazioni, ne dispone la documentazione e provvede alla redazione di un relativo verbale. Se l'esperimento giudiziale ha per oggetto una persona, una cosa o un luogo il cui stato è soggetto a modificazione non evitabile, si può precedere secondo le forme dell'incidente probatorio (art. 392 c.p.p.).
Il risultato dell'esperimento giudiziale costituisce un indizio del fatto che si intende accertare, di conseguenza un eventuale risultato positivo evidenzia soltanto che l'accadimento di tale fatto è compatibile con lo stato dei luoghi e delle cose oltre che con la possibilità d'azione delle persone in quei luoghi e con quelle cose. Il risultato negativo, invece, dimostra che il fatto che si intende accertare non è potuto accadere con le modalità si suppone essere state adottate.